# Кастьонс-ди-Страда
Кастьонс-ди-Страда (итал. Castions di Strada) — коммуна в Италии, располагается в регионе Фриули-Венеция-Джулия, в провинции Удине.
Население составляет 3858 человек (2008 г.), плотность населения составляет 116 чел./км². Занимает площадь 32 км². Почтовый индекс — 33050. Телефонный код — 0432.
Покровителем коммуны почитается святой Иосиф Обручник, празднование 19 марта.

## Демография
Динамика населения:

## Администрация коммуны
- Официальный сайт: http://www.comune.castionsdistrada.ud.it/ Архивная копия от 18 марта 2010 на Wayback Machine